# 毓璜顶街道
毓璜顶街道，是中华人民共和国山東省烟台市芝罘区下辖的一个乡镇级行政单位。

## 行政区划
毓璜顶街道下辖以下地区：
翡翠社区、南通社区、德新社区、毓璜顶东社区、毓璜顶西社区、大海阳社区、南洪社区、海港社区、海防营社区、文化苑社区、黄山北社区和黄山南社区。

## 名胜古迹
拥有毓璜顶古建筑群、毓璜顶长老会礼拜堂等名胜古迹，其中长老会礼拜堂在二战时期曾被日军当作集中营，用以关押美英等国的侨民。